# Aurelio Tiratelli
Aurelio Augusto Tiratelli (Roma, 1839 – Roma, 2 maggio 1900) è stato un pittore e fotografo italiano.

## Biografia
Aurelio Augusto Tiratelli nacque nel 1839 (e non nel 1842) a Roma, figlio di Filippo e Settimia Salvatori. Ricevette i primi rudimenti artistici dal padre, mostrando una grande disposizione. Studiò all’Accademia di San Luca, dove ebbe come insegnanti di pittura e disegno Francesco Podesti, Tommaso Minardi e Alessandro Capalti; per la scultura invece Pietro Tenerani e Adamo Tadolini.
Tiratelli esordì come scultore, ma presto passò alla pittura, riscuotendo grandi consensi. Si perfezionò nel ritrarre le figure alla prestigiosa ‘’Accademia di Giggi’’, dove alternativamente dipinse figure in posa in costume e modelli nudi. In questo ambiente entrò in contatto con contemporanei come Antonio Mancini, Mariano Fortuny, Giulio Aristide Sartorio e Pio Joris, stringendo legami stretti specialmente con lo Joris sposandone sorella Sofia. Emulando il più anziano Giuseppe Raggio, iniziò ad esplorare la Campagna Romana, fissandola su carta attraverso schizzi ma anche attraverso la fotografia (come altri suoi contemporanei), nota a Roma già da tempo.
L’istinto naturalistico, intravisto attraverso il buon uso del colore, preso dagli acquerelli del maestro Enrico Coleman lo fanno apprezzare oltre che dal pubblico anche dalla critica. Il suo successo verrà confermato nel 1875 con l’esposizione di suoi tre quadri alla Società degli Amatori e Cultori di Belle Arti. Nonostante la mancanza di riscontro economico Tiratelli ormai è un pittore affermato.
Si spinse oltre Roma, oltre la Campagna Romana, dipingendo come tanti suoi contemporanei scorci di paesi ciociari, prediligendo tra tutti Ceccano, nella Valle del Sacco, a sud di Frosinone, dove rappresentò scene di vita familiare in costume. Qui strinse un legame stretto con la comunità, testimoniato dall'adoperarsi per convincere la Commissione Nazionale di Belle Arti a dichiarare il 28 maggio 1891 monumento nazionale il Santuario di Santa Maria del Fiume. A Ceccano negli anni trenta gli fu intitolata una strada del centro storico.
Il pittore ricevette tanti riconoscimenti, tra cui Cavaliere e poi Ufficiale della Corona d’Italia, e nel 1893 ricevette dall’Accademia di San Luca l'ambita nomina a Accademico di Merito nella categoria di Pittore di Paesi. Questa nomina ebbe un valore importante per l’artista che riuscì a far riconoscere la sua arte paesaggistica, rendendola fedele ai canoni della figura, dell’architettura e della prospettiva, negli ideali della pittura storica. Fu anche membro della Società degli Amatori e Cultori e del Circolo Artistico Internazionale, e socio onorario di molte altre associazioni.
Fu molto attivo nelle esposizioni artistiche, nazionali e internazionali, tra cui le Esposizioni Nazionali di Parigi del 1878 e del 1889, e i Salon Parigini del 1880 e del 1886. Ricoprì la carica di Ispettore delle scuole dell'infanzia di Roma.
Queste frenetiche attività si arrestarono solo con la sua morte il 2 maggio 1900, alle ore cinque di notte, nella sua abitazione in Via Orazio, 3 a Roma a causa di un ictus. Ai funerali ci fu grande partecipazione di noti artisti romani vicini al Circolo Artistico Internazionale. Venne sepolto al Cimitero del Verano nella tomba di famiglia.
Oltre che pittore, Aurelio Tiratelli fu anche insegnante, ed ebbe tra i suoi allievi più noti e apprezzati il figlio Cesare, Lorenzo Cecconi, pittore di genere e membro dei XXV della Campagna Romana e Giuseppe Signorini.

## Galleria d'immagini

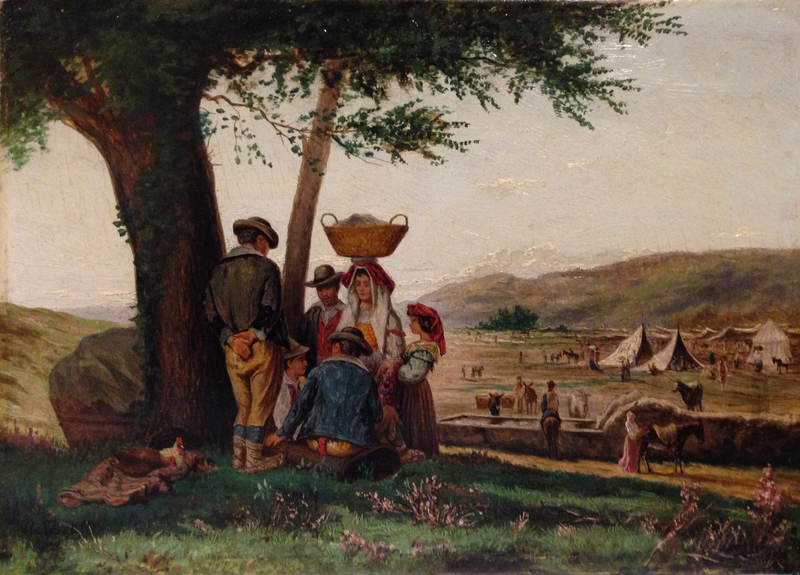
La fiera di Grottaferrata (1876) Collezione privata
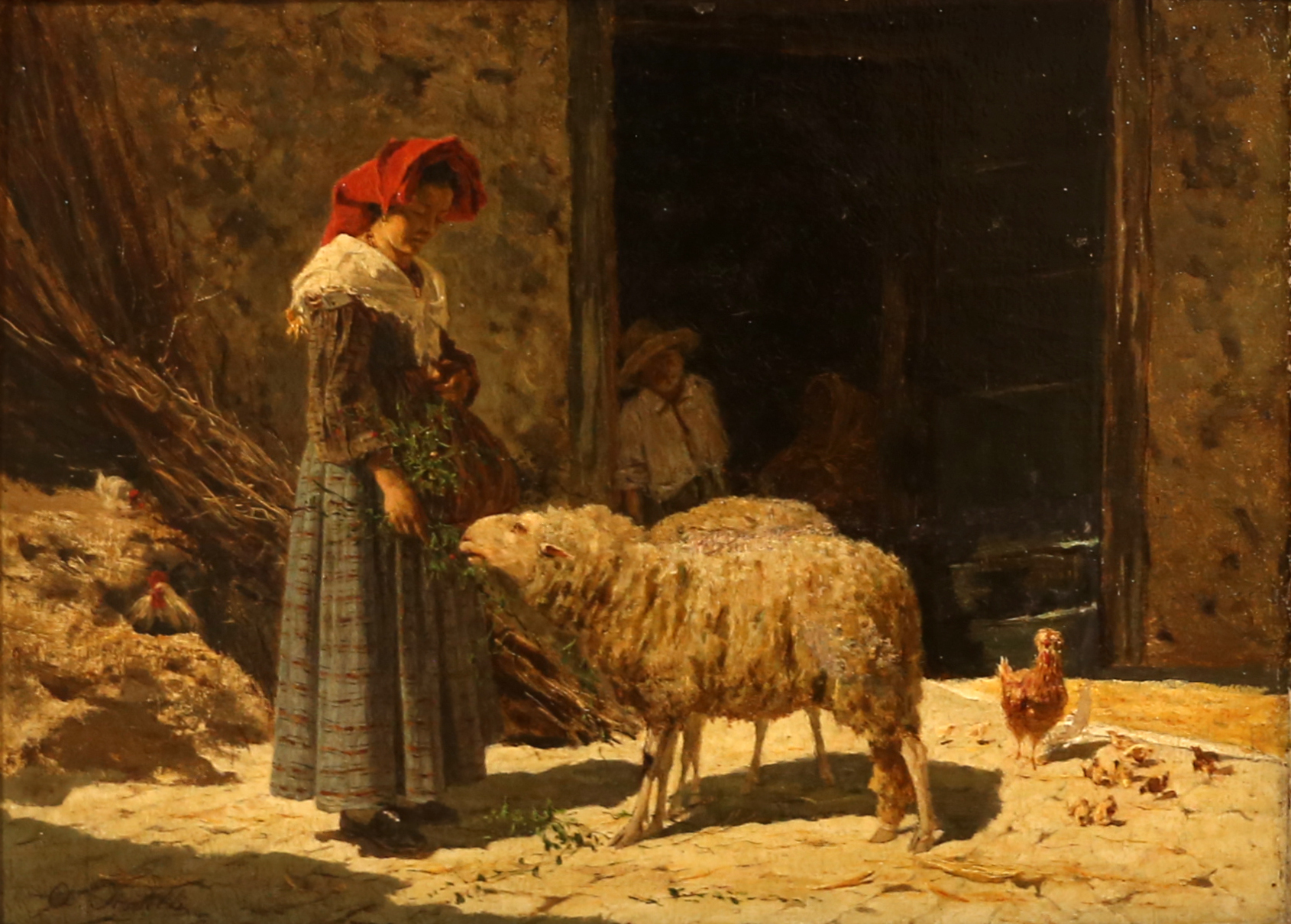
Fanciulla con pecore Pinacoteca Foresiana, Portoferraio
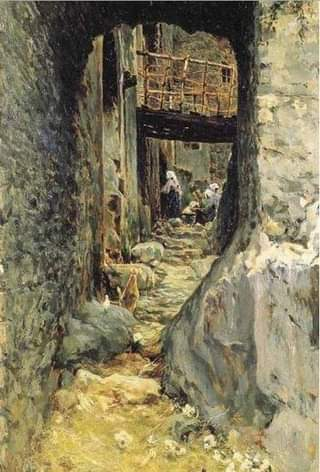
Vicolo nel paese Collezione privata
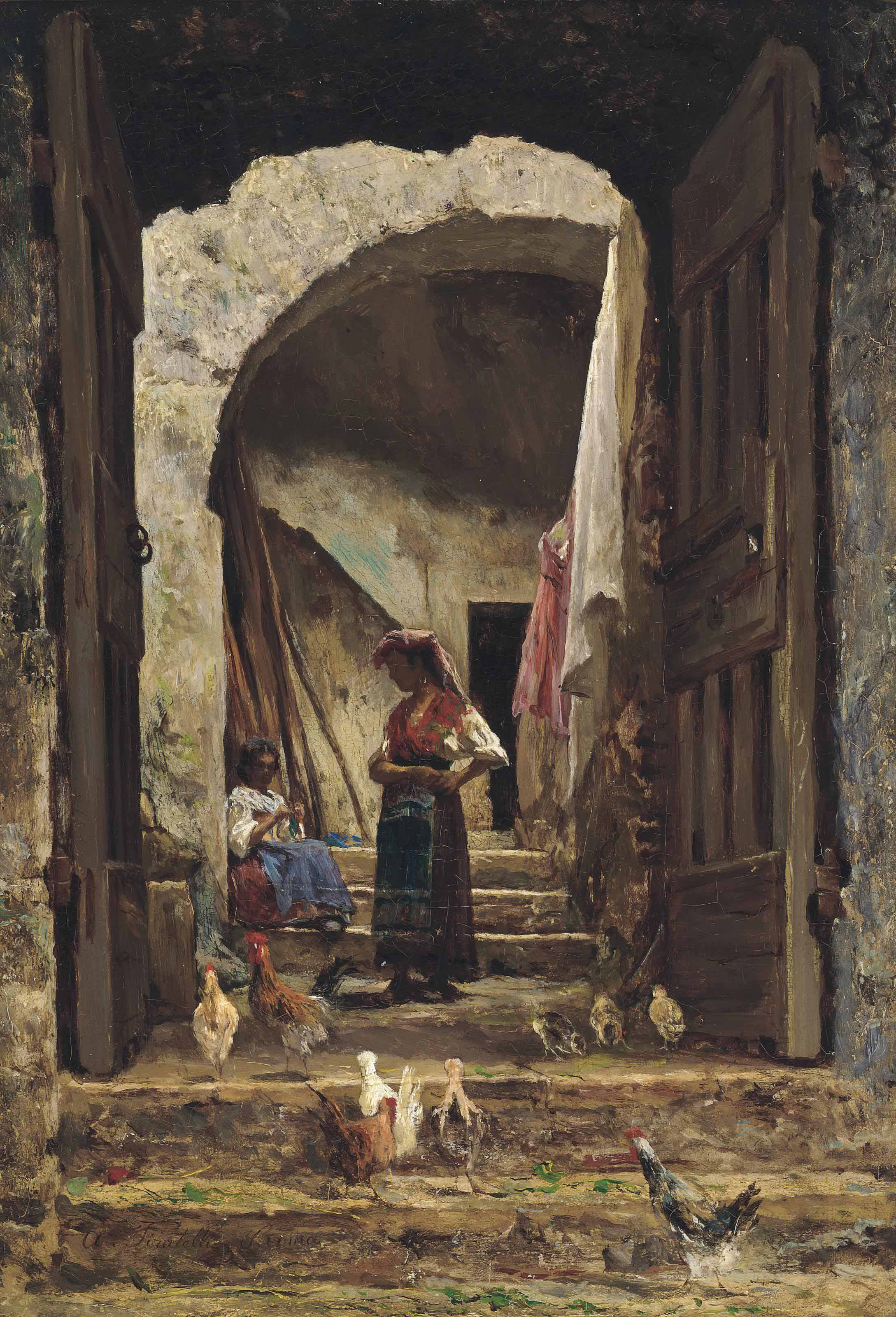
Conversazione in un vicolo Collezione privata
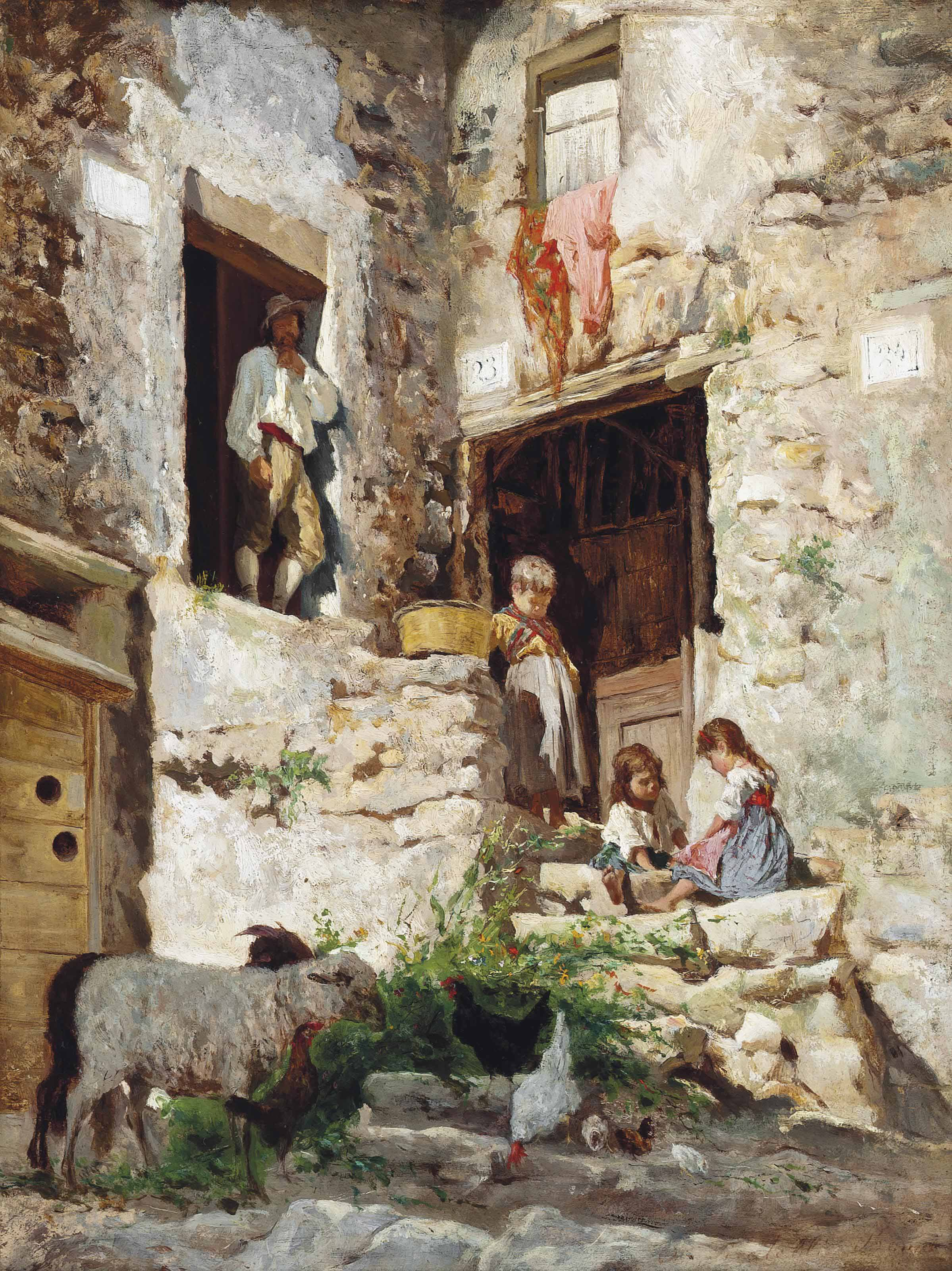
Sui gradini di un casolare italiano Collezione privata
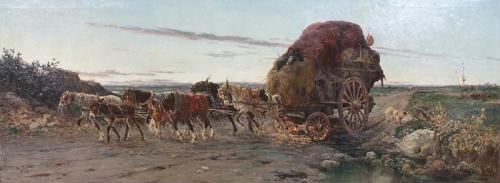
Alba nella Campagna Romana (1889 ca.) Aberdeen Art Gallery, Aberdeen City, Regno Unito